# 旭川市立聖園中学校
旭川市立聖園中学校（あさひかわしりつ せいえんちゅうがっこう）は、北海道旭川市にかつて存在した公立中学校。旧校名は旭川市立第六中学校。現在の旭川市立中央中学校の前身の一つである。
近年の生徒数減少のため、旭川市立常盤中学校（旧：市立第五中学校）、旭川市立北都中学校（旧：市立第七中学校）と共に統合されることが決定し、2015年新設の旭川市立中央中学校に機能を引き継ぐ形で、同年3月末で閉校した。跡地には、2016年4月に北海道旭川高等支援学校が開校した。

## 沿革
- 1947年（昭和22年）5月：旭川市立第六中学校として開校。当初は旭川市立青雲小学校の校舎を間借りしていた。
- 1948年（昭和23年）：旭川市立聖園中学校に名称変更。旧校舎（第1期・第2期）完成。
- 1960年（昭和35年）11月：旭川市立北門中学校新設に伴い、一部生徒・教員が転出。
- 1984年（昭和59年）：現校舎が完成。
- 2011年（平成23年）6月：本校と旭川市立北都中学校・常盤中学校の3校を統合し、新設校の校舎を常盤中学校の敷地に建設することとなる。
- 2012年（平成24年）12月：統合後の新設校の校名を「旭川市立中央中学校」とすることを決定[5][6]。
- 2015年（平成27年）3月31日：新設された「旭川市立中央中学校」に統合され閉校。

## 統合計画
近年、本校及び学区が隣接する北都中学校・常盤中学校の生徒数が減少していることから、これらの学校を統合させる計画が浮上。2010年10月の時点では宮下通り4〜5丁目付近に新設校を建設するとしていたが、新校舎の増改築などの利便性から、2011年6月に旭川市教育委員会は本校の敷地内に新校舎を建設する変更案を提示。同年7月の検討会議を経て、8月に常盤中学校の敷地に新設校舎を建設することを事実上決定した。
2012年12月に、旭川市教育委員会は新設校の校名を「旭川市立中央中学校」とすることを決定。また同時に新設校の制服も決定し「新設校において全員が同じ制服を着用できるように」との配慮から、統合対象の3校では2013年度入学の生徒から新制服が採用された。
しかし、本校の学区（特に新町地区や亀吉地区）から常盤中学校までは相当離れており、特に冬期には徒歩での通学が困難になることが予想されるため、本校の学区在住者を中心に反対運動も行われた。これに対しては、市がバス通学のための通学費補助を行う方針を示した。2012年時点では、市教委は2015年4月に新設校を開校する予定とし、上記の反対運動があることなどから開校までには紆余曲折が予想されたものの、2015年4月に予定通り統合・閉校された。